# Polyplectropus josaphat
Polyplectropus josaphat är en nattsländeart som beskrevs av Malicky 1993. Polyplectropus josaphat ingår i släktet Polyplectropus och familjen fångstnätnattsländor. Inga underarter finns listade i Catalogue of Life.